# Comtat de Pfullendorf
El Comtat de Pfullendorf amb el lloc principal de Pfullendorf al Überlingen fou una jurisdicció feudal alemanya que va existir des del final del segle xi fins al final del segle xii.
Els comtes de Pfullendorf eren una branca dels Udalrics (Udalrichinger en alemany). Aquestos pertanyien a la noblesa de l'imperi i eren des de la segona meitat del segle viii uns rics i poderosos nobles establerts a l'àrea de llac de Bodensee on van tenir una gran influència. El centre del domini de la família era Pfullendorf, i els seus propietats s'estenien al nord del llac al Linzgau, a l'Hegau i a Vorarlberg. El primer portador de nom esmentat documentalment fou Lluís de Pfullendorf entre 1067 i 1116, que consta com a propietari del comtat a l'Hegau. El seu fill homònim, Lluís de Pfullendorf fou abat del monestir de Reichenau de 1131 fins al seu assassinat el 1135. El comte Rudolf de Pfullendorf apareix a la fundació del monestir imperial de Salem el 1152 com a fidel de l'emperador Frederic Barba-roja. A través d'això la base de poder de la família es va poder ampliar amb les dominacions de Bregenz i Lindau, el castell de Rheineck, i el protectorat sobre el bisbat de Coira i sobre l'Abadia de Sankt Gallen. Després de la mort del seu fill Bertold el 1167 va instituir l'emperador com el seu hereu. El comte Rudolf va marxar a Terra Santa, on va morir el 9 de gener de 1181. El seu comtat va passar a l'emperador.

## Família dels comtes de Pfullendorf
- Lluís, comte de Pfullendorf, mencionat repetidament entre 1067 i 1116 
  - Lluís de Pfullendorf, el seu fill, el 1131 abat del monestir de Reichenau, assassinat el 28 de gener de 1135 a Tübingen, enterrat a l'illa de Reichenau
- Geró, † 1086/1116, comte de Pfullendorf
- Ulric, 1111/1155 testimoniat com a comte a l'Hegau, comte de Ramsperg; casat amb Adelaida de Bregenz (nascuda abans de 1097, † abans del 28 de juny de 1125) filla d'Uric X comte de Bregenz (de l'Udalrics)
  - Rudolf, † el 9 de gener de 1181, comte de Ramsperg, comte de Pfullendorf, comte de Bregenz, comte de Lindau, protector de l'abadia de Sankt Gallen, casat al voltant de 1150 amb Elisabet, soror ducis Welf (o sigui amb una germana del duc Welf VII)
    - Ita (filla) casada amb el comte Albert III d'Habsburg († 1199)

  - Ulric, comte de Pfullendorf 1157/1158
  - Arnold, 1164/65